# Catamenia
Catamenia é uma banda musical da Finlândia e tem sucesso na cena Death Metal Melódico da Europa.

## História
A banda foi fundada em 1995, por Riku Hopeakoski (guitarra e teclados) e Mika Tönning (vocais), em Oulu. Conseguiu seu primeiro contrato com a gravadora Massacre Records, e logo após veio a divulgação da demo Winds, em 1997.
No ano seguinte, o grupo lançou seu primeiro álbum, o Halls of Frozen North, dando início a uma saga de quatro trabalhos de estúdio, onde cada tema era ligado ao outro por algum fato da história de cada álbum. 
O segundo álbum foi lançado em 1999, o excelente Morning Crimson, quando conseguiram destaque entre as grandes bandas de Death Metal Melódico na Europa. 
Após esse álbum os Catamenia sofreu algumas mudanças em seu line-up. Saiu o guitarrista Sampo Ukkola e o baterista Toni Tervo, e foram substituídos por Ari Nissilä e Sir Luttinen (Black League). Mas essa formação só durou às gravações do terceiro álbum, chamado Eternal Winter's Prophecy. Depois, o baterista Sir Luttinen e a tecladista Heidi Riihinen resolveram deixar a banda.
Em 2002, com a participação do baterista Janne Kusmin (Kalmah), e os teclados nas mãos de Riku Hopeakoski, o grupo volta destruindo tudo, com o seu mais forte álbum de estúdio, "Eskhata" .
Mais três álbuns foram lançados, o ChaosBorn, também considerado um dos melhores trabalhos da banda, com destaque na música “Calm Before the Storm “, Winternight Tragedies e o álbum  Location:COLD.
Durante as gravações de Winternight Tragedies houve uma nova mudança na formação da banda: o vocalista Mika Tönning e o baixista Timo foram substituídos por O.J. Mustonen e Mikko Hepo-oja. Depois de uma tour de sucesso pela Europa, o baixista Toni Kansanoja junta-se à banda, depois da saída de Mikko. 
Mais uma vez a banda teve problemas durante a gravação de um novo álbum. Após cantar quarto faixas O.J. Mustonen perdeu a voz e teve que ser substituído por Antti 'Hape' Haapsamo. 
Mais tarde, depois do lançamento de Location: Cold, Kari Vähäkuopus tornou-se no novo vocalista. 
Durante uma tour à Rússia Tero Nevala deixou a banda, que continuou a digressão sem tecladista. 
Na Primavera de 2007 é a vez do baterista Veikko Jumisko abandoner a banda. Mikko Nevanlahti entra para o seu lugar.
Em 2008, foi lançado um novo álbum intitulado VIII – The Time Unchained. Cavalcade foi o álbum seguinte, lançado em 2010.  

## Membros

### Actuais
- Riku Hopeakoski - guitarra, vocais
- O.J. Mustonen - vocais
- Ari Nissilä - guitarra, vocais
- Toni Kansanoja - baixo
- Mikko Nevanlahti - bateria

### Fundadores
- Timo Lehtinen - baixo
- Mika Tönning - vocais
- Sampo Ukkola - guitarra
- Toni Tervo - bateria
- Sir Luttinen - bateria
- Heidi Riihinen - teclado
- Veikko Jumisko - bateria
- Janne Kusmin - bateria
- Riku Hopeakoski - teclado
- Tero Nevala - teclados

## Discografia

### Álbuns
- Halls of Frozen North (1998)
- Morning Crimson (1999)
- Eternal Winter's Prophecy (2000)
- Eskhata (2002)
- Chaos Born (2003)
- Winternight Tragedies (2005)
- Location: COLD (2006)
- VIII – The Time Unchained (2008)
- Cavalcade (2010)
- The Rewritten Chapters (2012)

### Demos/EPs
- Demo '95 (1995)
- Winds (1996)
- Shape Edition (1999)

### Compilações
- Massacre's Classix Shape Edition (1999)
- The Best of Catamenia (2013)